# Montbautier

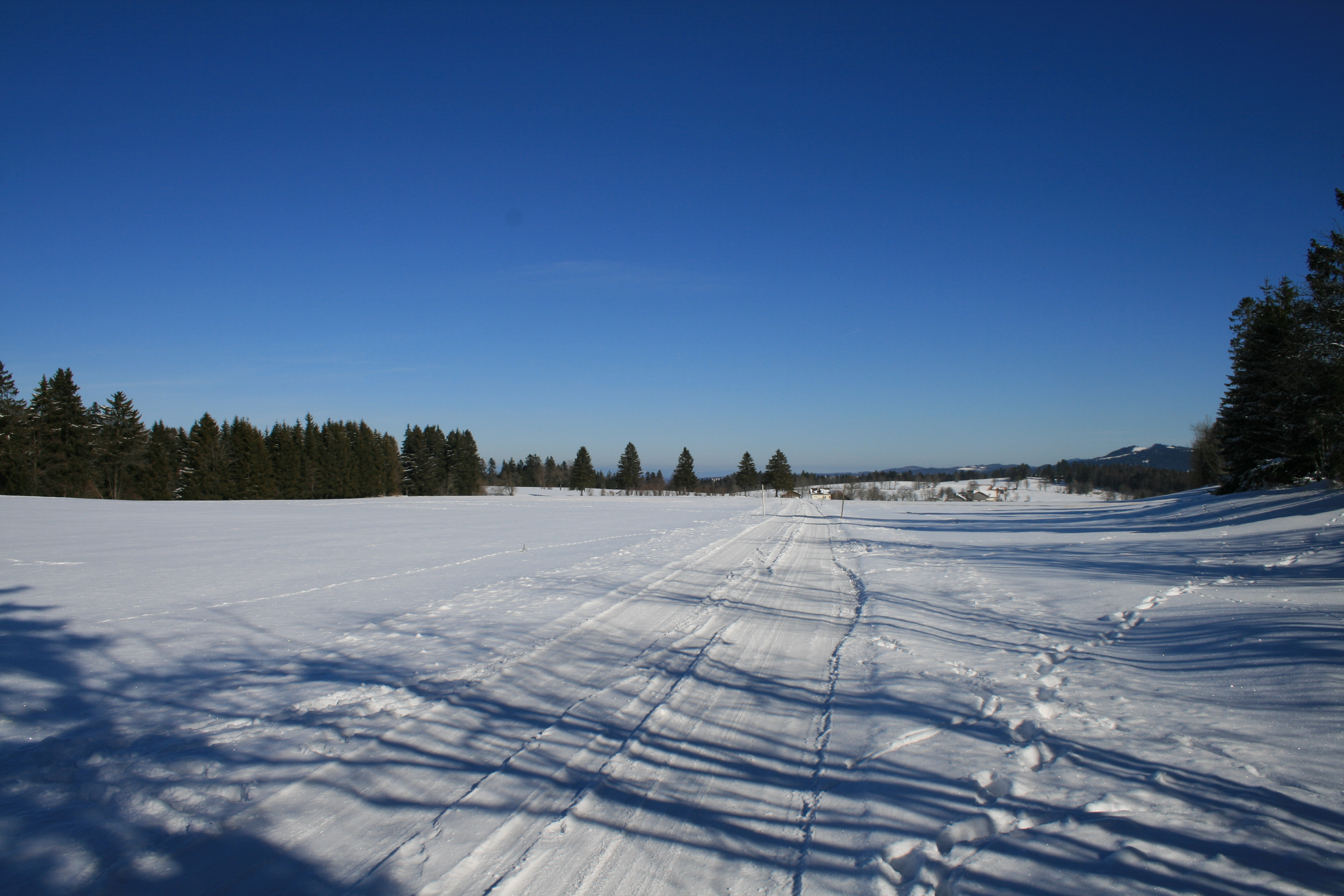
Der Montbautier im Winter

Der Montbautier (dt. Oberer Stierenberg) ist ein Höhenzug im Schweizer Jura. Der grösste Teil des Montbautier gehört zum Kanton Bern und liegt auf dem Gebiet der Gemeinden Saicourt und Tramelan, ein kleinerer zur jurassischen Gemeinde Les Genevez. Seine grösste Höhe erreicht der Montbautier mit 1184 m ü. M. beim Gehöft Haut de Bémont auf dem Gemeindeboden von Tramelan.

## Siedlungsgeschichte
Der Montbautier wurde von Mennoniten, die aus dem Emmental vertrieben wurden, besiedelt. Sie hatten vom Fürstbischof von Basel die Genehmigung erhalten, sich auf Jurahöhen von über 1000 Metern anzusiedeln, wenn sie bereit waren, den Kontakt zur eingesessenen französischsprachigen Bevölkerung zu meiden. So bestand bis in die 1980er-Jahre auf dem Montbautier eine deutschsprachige mennonitische Schule.